# Аљмаш (Ердут)
Аљмаш је насељено место у општини Ердут, у источној Славонији, Осјечко-барањска жупанија, Република Хрватска. Према резултатима пописа из 2021. у насељу је живело 481 становник.

## Географија
Смештен је на десној обали Дунава, на обронцима Даљске планине, на надморској висини од 93 m.

## Историја
До нове територијалне организације у Хрватској, налазио се у саставу бивше велике општине Осијек.

## Становништво
На попису становништва 2011. године, Аљмаш је имао 605 становника. По попису из 2001. године Аљмаш је имао 645 становника.
| Националност       | 1991.        | 1981.        | 1971.        |
| Хрвати             | 673 (81,77%) | 696 (75,32%) | 831 (80,83%) |
| Срби               | 9 (1,09%)    | 18 (1,94%)   | 39 (3,79%)   |
| Југословени        | 20 (2,43%)   | 82 (8,87%)   | 19 (1,84%)   |
| остали и непознато | 121 (14,70%) | 128 (13,85%) | 139 (13,52%) |
| Укупно             | 823          | 924          | 1.028        |

У селу је бројна Мађарска национална мањина. 1991. године, било их је 75, 1981. године — 106, а 1971. године — 125.

## Попис 1991.
На попису становништва 1991. године, насељено место Аљмаш је имало 823 становника, следећег националног састава:
| Попис 1991.‍  | Попис 1991.‍  | Попис 1991.‍ | Попис 1991.‍ | Попис 1991.‍ |
| ------------ | ------------ | ----------- | ----------- | ----------- |
|              |              |             |             |             |
| Хрвати       | Хрвати       |             | 673         | 81,77%      |
| Мађари       | Мађари       |             | 75          | 9,11%       |
| Југословени  | Југословени  |             | 20          | 2,43%       |
| Срби         | Срби         |             | 9           | 1,09%       |
| Словенци     | Словенци     |             | 4           | 0,48%       |
| Немци        | Немци        |             | 1           | 0,12%       |
| неопредељени | неопредељени |             | 5           | 0,60%       |
| регион. опр. | регион. опр. |             | 3           | 0,36%       |
| непознато    | непознато    |             | 33          | 4,00%       |
| укупно: 823  |              |             |             |             |